# Хейродендрон
Хейродендрон (лат. Cheirodendron) — род растений семейства Аралиевые (Araliaceae).
По информации базы данных The Plant List, род включает 6 видов:
- Cheirodendron bastardianum (Decaisne) Frodin (Маркизские острова)[2]
- Cheirodendron dominii Kraj. (остров Кауаи)[3]
- Cheirodendron fauriei Hochr. (остров Кауаи)[3]
- Cheirodendron forbesii (Sherff) Lowry (остров Кауаи)[3]
- Cheirodendron platyphyllum (Hook. & Arn.) Seem. — лапалапа (острова Оаху, Кауаи)[4]
- Cheirodendron trigynum (Gaudich.) A.Heller (главные острова Гавайского архипелага)[5]